# Adelaide da Áustria
Adelaide da Áustria (Adelaide Francisca Maria Raniera Isabel Clotilde; Milão, 3 de junho de 1822 – Turim, 20 de janeiro de 1855) foi a primeira esposa do rei Vítor Emanuel II da Itália e Rainha Consorte da Sardenha de 1849 até 1855, ano em que morreu devido ao parto do seu oitavo filho. Ela era mãe do rei Humberto I da Itália, da rainha Maria Pia de Portugal e do rei Amadeu I da Espanha.

## Biografa

### Arquiduquesa da Áustria

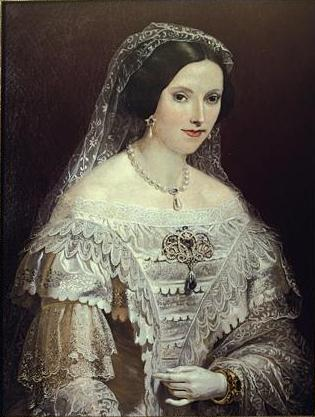
Adelaide

Adelaide nasceu no Palácio Real de Milão, filha do arquiduque Rainer José da Áustria e da sua esposa, a princesa Isabel de Saboia. Era conhecida por Adele na família. O seu pai era vice-rei do Reino Lombardo-Vêneto e era filho do sacro-imperador Leopoldo II do Sacro Império Romano-Germânico e da infanta Maria Luísa da Espanha. A sua mãe pertencia à família de Saboia e filha do príncipe de Carignano, chefe do ramo menor da Casa de Saboia que reinava no Reino da Sardenha. Um dos irmãos mais novos de Adelaide, o arquiduque Ricardo Fernando, foi mais tarde ministro e presidente da Áustria. A maioria dos seus irmãos casou-se com plebeias.

### Duquesa de Saboia
A 12 de abril de 1842, Adelaide casou-se com o príncipe Vítor Emanuel de Saboia no Palazzina di caccia di Stupinigi. O casamento foi utilizado como um meio de cimentar as relações entre a Casa de Saboia e a Casa de Habsburgo, mas muitas pessoas consideram que se tratava apenas de um plano para aumentar o poder austríaco em Itália.
Vítor Emanuel era o seu primo direito e herdeiro aparente do trono da Sardenha. Antes de suceder, tinha o título de duque de Saboia. Assim, Adelaide tornou-se duquesa de Saboia.
A mãe do seu marido, a arquiduquesa Maria Teresa da Áustria, influenciou sempre o filho ao longo da sua vida. A sua sogra era também sua prima direita, uma vez que eram ambas netas do sacro-imperador Leopoldo II. Adelaide e o marido tiveram oito filhos ao longo de treze anos de casamento. Quatro deles tiveram descendentes. O seu marido teve vários casos extra-conjugais ao longo do casamento. Adelaide era uma mulher calma e devota que tinha tido uma educação rigorosa. Amou o marido e ajudava frequentemente a caridade.

### Rainha da Sardenha

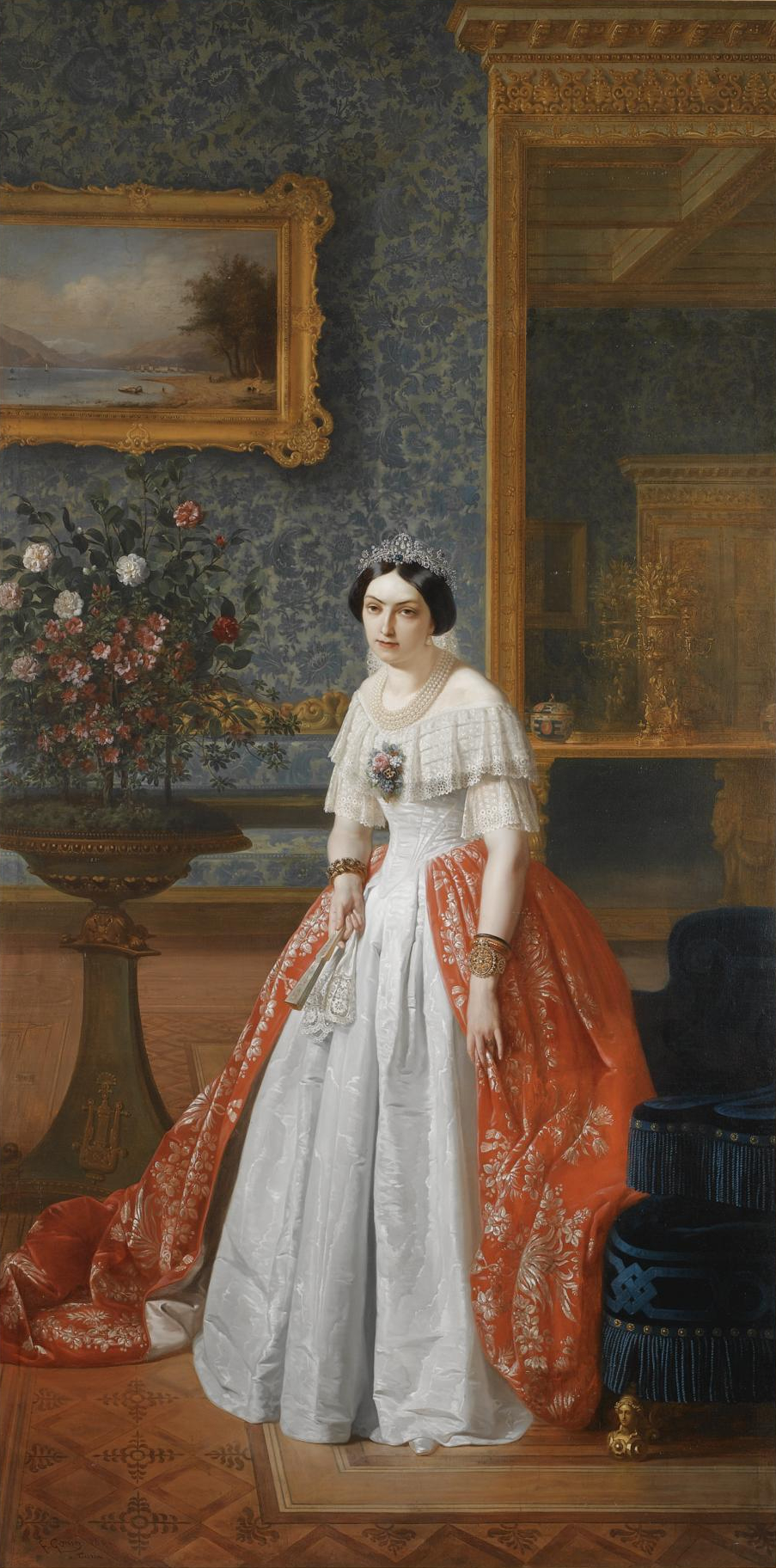
Adelaide de Habsburgo

Em março de 1849, o seu sogro, o rei Carlos Alberto da Sardenha, abdicou do trono após as Revoluções de 1848. O seu marido sucedeu-o como rei Vítor Emanuel II da Sardenha. Durante o seu reinado como rainha-consorte, Adelaide teve mais três filhos que morreram todos muito cedo. A 8 de Janeiro de 1855, deu à luz um filho que recebeu o título de conde de Genevois. Alguns dias depois, a 12 de janeiro, a rainha Maria Teresa morreu. Adelaide foi ao funeral da rainha-viúva a 16 de janeiro e apanhou uma gripe quando regressava ao palácio. Morreu quatro dias depois no Palácio Real de Turim depois de sofrer um ataque grave de gastroenterite. Outra versão afirma que a rainha morreu das queimaduras que sofreu depois de ter pisado um fósforo que lhe queimou as roupas. Foi enterrada na Basílica Real de Superga. Em 1861, o seu marido tornou-se o primeiro rei da Itália unificada. Em 1877, quando estava gravemente doente, Vítor Emanuel casou-se com Rosa Vercellana, sua amante de longa data. O actual pretendente ao trono de Itália é seu trineto directo.

## Descendência

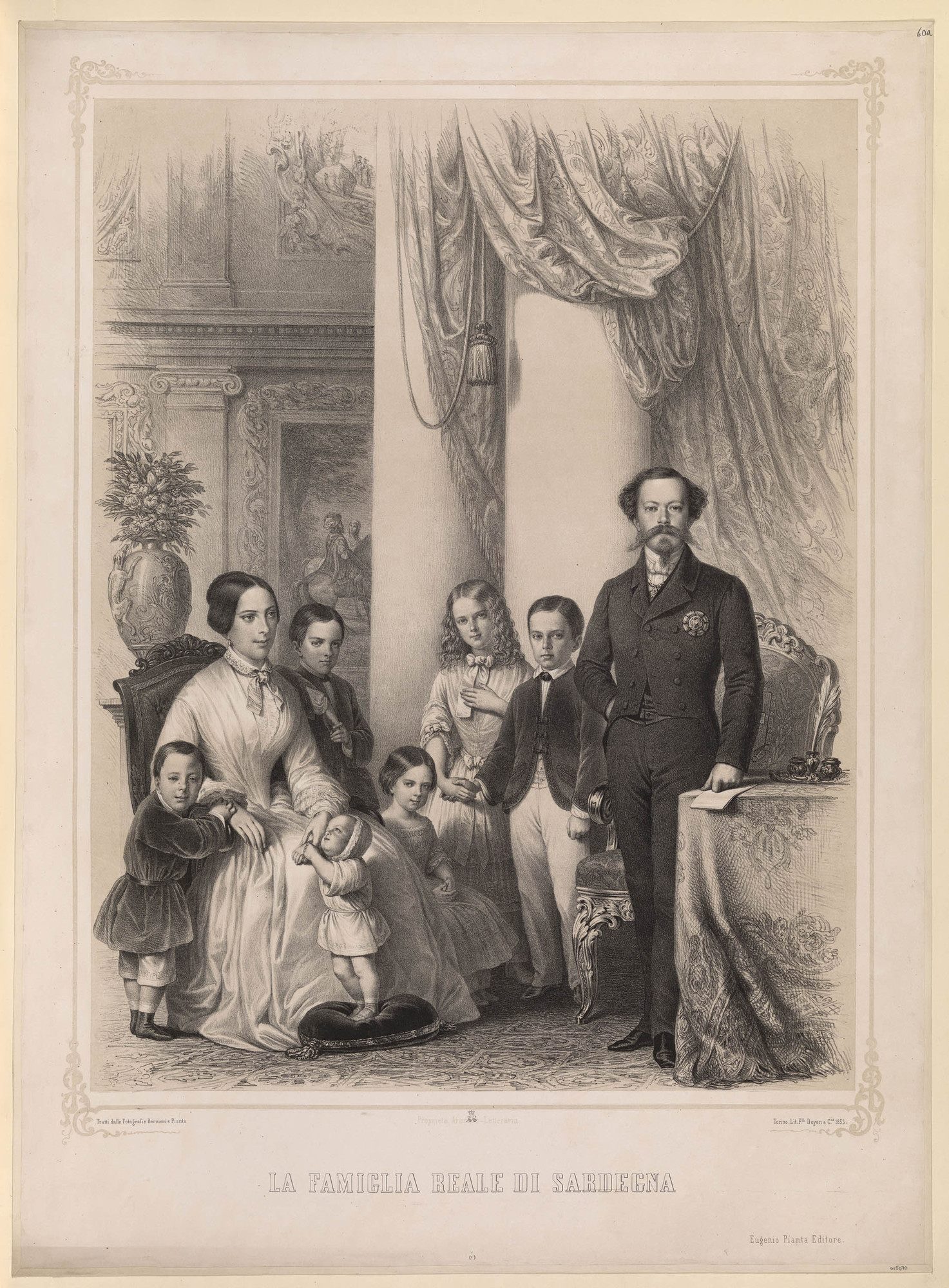
Gravura da família de Adelaide, 1854.

1. Maria Clotilde de Saboia (2 de março de 1843 — 25 de junho de 1911), casada com Napoleão José Carlos Paulo Bonaparte; com descendência.
2. Humberto I de Itália (14 de março de 1844 — 29 de julho de 1900), casado com Margarida, princesa de Saboia-Génova; com descendência.
3. Amadeu I de Espanha, (30 de maio de 1845 — 18 de janeiro de 1890), casado com Maria Vittoria del Pozzo; com descendência; Casado depois com a sua sobrinha, a princesa Maria Letícia Bonaparte; com descendência.
4. Otão de Saboia, (11 de julho de 1846 — 22 de janeiro de 1866), morreu solteiro e sem descendência.
5. Maria Pia de Saboia, (16 de outubro de 1847 — 5 de julho de 1911), casada com Luís I de Portugal; com descendência.
6. Carlos Alberto de Saboia, duque de Chablais, (2 de junho de 1851 — 28 de outubro de 1854)
7. Vitor Manuel de Saboia, conde de Geneva, (*/† 7 de julho de 1852)
8. Vitor Emanuel, duque de Chablais, (8 de janeiro de 1855 — 17 de maio de 1855)

## Genealogia
| Adelaide da Áustria | Pai: Ricardo José da Áustria | Avô paterno: Leopoldo II, Sacro Imperador Romano-Germânico | Bisavô paterno: Francisco I, Sacro Imperador Romano-Germânico |
| Adelaide da Áustria | Pai: Ricardo José da Áustria | Avô paterno: Leopoldo II, Sacro Imperador Romano-Germânico | Bisavó paterna: Maria Teresa da Áustria                       |
| Adelaide da Áustria | Pai: Ricardo José da Áustria | Avó paterna: Maria Luísa de Espanha                        | Bisavô paterno: Carlos III de Espanha                         |
| Adelaide da Áustria | Pai: Ricardo José da Áustria | Avó paterna: Maria Luísa de Espanha                        | Bisavó paterna: Maria Amália da Saxónia                       |
| Adelaide da Áustria | Mãe: Isabel de Saboia        | Avô materno: Carlos Emanuel, Príncipe de Carignano         | Bisavô materno: Vítor Amadeu II, Príncipe de Carignano        |
| Adelaide da Áustria | Mãe: Isabel de Saboia        | Avô materno: Carlos Emanuel, Príncipe de Carignano         | Bisavó materna: Josefina de Lorena                            |
| Adelaide da Áustria | Mãe: Isabel de Saboia        | Avó materna: Maria Cristina da Saxónia                     | Bisavô materno: Carlos da Saxónia, Duque da Curlândia         |
| Adelaide da Áustria | Mãe: Isabel de Saboia        | Avó materna: Maria Cristina da Saxónia                     | Bisavó materna: Franciszka Corvin-Krasińska                   |